# Persée dérobant l'œil des Grées
Persée dérobant l'œil des Grées ou Les Dangers de la concupiscence est une gravure sur cuivre au burin réalisée par Georges Reverdy. Il existe des exemplaires à Dresde, Londres que 3 exemplaires à Paris à la BnF au département des estampes. Elle mesure 130 × 200 mm.

## Description
Deux femmes allongés se font face devant une source d'eau et un paysage caverneux. En arrière-plan, un homme tient un œil d'où sort un trait droit qui relie les yeux des deux femmes. 